# Gwythyr ap Greidawl
Nella mitologia gallese Gwythyr ap Greidawl ("Gwythyr figlio di Greidwal") era il rivale di Gwyn ap Nudd. 
Nel racconto medio gallese Culhwch e Olwen combattono per una fanciulla di nome Creiddylad che fugge con l'amato Gwythyr, ma viene rapita da Gwyn. I due si combattono in un duello che inizia il Primo Maggio. La loro rivalità è stata interpretata come la lotta tra estate e inverno.